# Cupido fasciola
Cupido fasciola är en fjärilsart som beskrevs av Johann Gottlieb Otto Tepper 1882. Cupido fasciola ingår i släktet Cupido och familjen juvelvingar. Inga underarter finns listade i Catalogue of Life.